# تحلق نازاروف
تَحَلُّق نازاروف هو تفاعل كيميائي في الكيمياء العضوية ينتج عنه تشكّل مركبات حلقية من مشتقات حلقي البنتينون.
هناك نمطان لإجراء هذا التفاعل، وذلك إما بالطرائق الكلاسيكية التقليدية أو بالأساليب الحديثة، اعتماداً على نوع الكاشف الكيميائي المستخدم.
ينسب التفاعل إلى مكتشفه الكيميائي إيفان نازاروف Ivan Nazarov، الذي عاش في الفترة ما بين 1906–1957، وكان قد اكتشفه في سنة 1941 أثناء أبحاثه على تفاعل إعادة ترتيب كيتونات فاينيل الأليل.
يتضمن التفاعل تنشيط مركب ثنائي فاينيل الكيتون بوجود حفاز من حمض لويس، مما يعزز من حدوث تفاعل حلقي إلكتروني. توجد عدة أبحاث ودراسات ومراجعات لهذا التفاعل الكيميائي المهم.